# Gran Polo Patriótico Simón Bolívar
Der Gran Polo Patriótico Simón Bolívar (GPP-SB) ist eine venezolanische Massenbewegung unter Führung von Nicolás Maduro.

## Geschichte
Der GPP-SB wurde 2011 gegründet wurde, um linke Parteien, Gewerkschaften und Studentenbewegungen zu vereinen und so deren Unterstützung für den damaligen Präsidenten Hugo Chávez zu gewinnen. Die Mitglieder vertraten ein breites Feld von sozialdemokratischen, bolivaristischen, sozialistischen und kommunistischen Ideen, einzige Ausnahme war die Kleinpartei Organización Renovadora Auténtica, die am äußerst rechten Rand des politischen Spektrums zu verorten war und als Bindeglied zwischen der chavistischen Regierung und religiös-konservativen Wählergruppen fungierte.
2015 verlor die GPP-SB aufgrund der Wirtschaftskrise in Venezuela die Mehrheit im Abgeordnetenhaus an das oppositionelle Wahlbündnis Mesa de la Unidad Democrática.
Abgesehen von der dominanten Partido Socialista Unido de Venezuela haben die anderen in der GPP-SB vertretenen Parteien seit der Parlamentswahl 2020 keine Abgeordneten in der Nationalversammlung.